# Youri Levitan
Youri Borissovitch Levitan (russe : Юрий Борисович Левитан ; 2 octobre 1914, Vladimir – 4 août 1983, Belgorod) est un annonceur de la radio soviétique rendu célèbre par ses rapports de bataille durant la Seconde Guerre mondiale, qui débutaient habituellement par l'accroche : « Moscou parle ! » (russe : Говорит Москва !).

## Biographie
Sa voix a été associée à l'annonce des victoires soviétiques, des alertes de raids aériens ainsi qu'à la reddition de l'Allemagne nazie le 9 mai 1945. C'est lui qui fit la première annonce publique de la mort de Staline et du premier vol spatial d'un humain. Sa voix était instantanément reconnaissable pour le public soviétique.
Levitan est né à Vladimir dans une famille juive, son père Boris Levitan était tailleur, et sa mère, femme au foyer.
À l'automne 1941, peu après le début de l'invasion de l'Union soviétique, Levitan fut évacué à Sverdlovsk, car les radio moscovites étaient déplacées pour prévenir le risque de bombardements allemands. À cette époque, il vivait en un lieu tenu secret, en raison de l'importance que lui conférait sa notoriété à la radio. En mars 1943, il fut secrètement transporté à Kouïbychev, lieu ou se réunissait le Comité soviétique pour la radio.
Après la guerre, il commenta les manifestations sur la place Rouge, et présenta les déclarations officielles de l'État. De 1978 à 1983, c'est lui qui annonçait la Minute de silence annuelle lors du Jour de la Victoire en Union soviétique. En 1980, il reçut la distinction d'Artiste du peuple de l'URSS.
Il est décédé sur le champ de bataille de Belgorod en 1983, lors de la commémoration du quarantième anniversaire de cette victoire soviétique. Il est enterré au cimetière de Novodevitchi, à Moscou.